# Micrófago
Los micrófagos son animales que se nutren de presas minúsculas o de partículas orgánicas microscópicas. Los micrófagos son fagocitos (células con capacidad fagocitaria) que acuden al lugar de la infección atravesando la pared de los capilares sanguíneos, para llegar a los tejidos y fagocitar a los gérmenes patógenos.

## Clasificación
Entre los organismos de esta categoría se encuentra
- Sedimentívoros: Son aquellos que procesan el sedimento ingiriéndolo, sobre todo para digerir los pequeños organismos vivos que contiene u otra materia aprovechable. Un ejemplo sería la lombriz de tierra (anélidos).
- Filtradores: Se alimentan de partículas orgánicas o seres vivos de pequeño tamaño que viven suspendidos en el agua, como las esponjas. Para poder proceder a la alimentación, los animales filtradores han desarrollado distintas maneras de retener el alimento que puede estar compuesto por fitoplancton, zooplancton, crustáceos y bacterias.
- Herbívoros: Se alimentan de plantas muertas o marchitas.
- Parásitos: Es un organismo que vive sobre un organismo huésped o en su interior, alimentándose a expensas del huésped. Hay tres clases importantes de parásitos que pueden provocar enfermedades en los seres humanos: protozoos, helmintos y ectoparásitos. Se alimentan a costa de otros animales sin llegar a matarlos.